# Libo, Qiannan
Libo, tidigare stavat Lipo, är ett härad i Qiannan, en autonom prefektur för buyei- och miao-folken i Guizhou-provinsen i sydvästra Kina